# Tiffany (casa discografica)
La Tiffany è stata una casa discografica italiana, attiva negli anni sessanta.

## Storia
La Tiffany Records venne fondata nel 1965 a Milano dal cantante Marino Marini insieme alla moglie Anna Scocca, che ne assunse la direzione.
La sede dell'etichetta era in Galleria del Corso 2, nella zona dove risiedevano molte altre etichette.
Oltre che al lancio di nuovi cantanti italiani come Ombretta Colli o il gruppo beat I Frenetici, la Tiffany curò anche la distribuzione in Italia di artisti stranieri come i Los Bravos o i Los Canarios.
Con il nuovo decennio l'etichetta chiuse le attività, e Marino Marini divenne dirigente della Fonit Cetra.

## Dischi
La datazione qui riportata si basa sull'etichetta del disco o sulla copertina; qualora nessuno di questi elementi abbia una datazione, è basata sulla numerazione del catalogo; talora è, infine, basata sul codice della matrice di stampa. Se esistenti, sono riportati, oltre all'anno, il mese e il giorno (quest'ultimo dato si trova, a volte, stampato sul vinile).

### 33 giri
| Numero di catalogo | Anno | Interprete     | Titoli                          |
| ------------------ | ---- | -------------- | ------------------------------- |
| TIF 7001           | 1966 | Liliana Zoboli | Liliana Zoboli canta Gino Negri |
| TIF 7002           | 1966 | Los Bravos     | Bravos Los Bravos               |

### 45 giri
| Numero di catalogo | Anno | Interprete                                             | Titoli                                                               |
| ------------------ | ---- | ------------------------------------------------------ | -------------------------------------------------------------------- |
| TIF 501            | 1966 | Tony Raico                                             | Non dite a mia madre/Giocare con te                                  |
| TIF 502            | 1966 | Morgana Taylor                                         | Shenandoah/Home Of The Range                                         |
| TIF 503            | 1966 | Gastone Parigi                                         | Tristezze di una tromba/Andalusia                                    |
| TIF 504            | 1966 | Los Bravos                                             | Black is black/I want a name                                         |
| TIF 505            | 1966 | Freddy Rack & The Jobbers                              | Oh oh what kiss/Love me kiss                                         |
| TIF 506            | 1966 | Nevil Cameron                                          | 20 chili di pietre/Se ti vuoi divertire                              |
| TIF 507            | 1966 | Lucia Valeri                                           | Facenne finta 'e nun capì.../Io voglio a tte                         |
| TIF 508            | 1966 | Liliana Zoboli                                         | Una Giulietta tutta rossa/La mia nebbia                              |
| TIF 509            | 1966 | Los Bravos                                             | Trapped/Cutting Out                                                  |
| TIF 510            | 1966 | I Frenetici                                            | Non t'amo più/L'amico Gianni                                         |
| TIF 511            | 1966 | Lucia Valeri                                           | L'appuntamento/Per noi innamorati                                    |
| TIF 512            | 1966 | Manolo Pelayo                                          | Rufo il pescatore/Un giorno e una notte                              |
| TIF 513            | 1966 | I Giramondo                                            | Molte volte/Io l'ho capito                                           |
| TIF 515            | 1966 | Lucia Valeri                                           | Che t'aggia fa'/Core                                                 |
| TIF 516            | 1967 | Niky                                                   | Tu dici ciao/Il tipo che volevo                                      |
| TIF 517            | 1967 | Gastone Parigi                                         | Se mi vuoi/Ho inventato per te                                       |
| TIF 518            | 1967 | Gastone Parigi                                         | Trumpet crazy/Stai zitta...e ascolta                                 |
| TIF 519            | 1967 | Los Bravos                                             | Uno come noi/Baby Baby                                               |
| TIF 520            | 1967 | The Old Teenagers                                      | Winchester Cathedral/Ma Chérie                                       |
| TIF 521            | 1967 | I Condors                                              | Lei per la via/Tu non sai niente                                     |
| TIF 523            | 1967 | I Frenetici                                            | E loro dicono/Il matusa                                              |
| TIF 524            | 1967 | Gastone Parigi                                         | Filo di seta/La canzone di Zampo                                     |
| TIF 525            | 1967 | Gastone Parigi                                         | La gallina/Flash                                                     |
| TIF 526            | 1967 | Elena Reda                                             | Parliamo troppo/Guardiamo il cielo                                   |
| TIF 528            | 1967 | Gildo Fattori e i suoi Strangers                       | Parlami di Maria/La libertà                                          |
| TIF 529            | 1967 | Niky                                                   | Le ali di cera/C'era un amor                                         |
| TIF 530            | 1967 | Lucia Valeri                                           | Per un'ora di più/Cosa mai sarebbe il mondo                          |
| TIF 532            | 1967 | Nani                                                   | Il tempo libero/Ti Bi Di Bi Da                                       |
| TIF 534            | 1967 | Young Generation                                       | La mia ragazza/Si vive solo due volte                                |
| TIF 536            | 1968 | Gastone Parigi                                         | Trumpet Crazy/Se ti vuoi divertire                                   |
| TIF 537            | 1968 | I Frenetici                                            | Qualche santo pregherà per noi/Fatalità                              |
| TIF 538            | 1968 | Nevil Cameron                                          | L'ultima partita/Preghiera negra                                     |
| TIF 540            | 1968 | Ombretta Colli                                         | Riccioli a cavatappo/L'idolo                                         |
| TIF 542            | 1968 | Niky                                                   | Suonavan le chitarre/Kiss me goodbye                                 |
| TIF 544            | 1968 | Omar Bey                                               | Prima di andartene/Un nuovo giorno                                   |
| TIF 545            | 1968 | Los Bravos                                             | Bring a little lovin'/Make it last                                   |
| TIF 546            | 1968 | Elena Reda                                             | Il telefono suona/Lasciami in pace                                   |
| TIF 547            | 1968 | Merino Costa                                           | La felicidad/Fiesta en Acapulco                                      |
| TIF 548            | 1968 | The Royal Blood (sul alto A)/Los Canarios (sul lato B) | La pioggia sul mio viso/Get On Your Knees                            |
| TIF 549            | 1969 | Giorgio Rigas                                          | La supertromba/Requiem per Santana                                   |
| TIF 550            | 1969 | Los Bravos                                             | Simpathy/Like She Feels Tonight                                      |
| TIF 551            | 1969 | Bruno Billy                                            | Mony mony/Una notte come questa                                      |
| TIF 552            | 1969 | Laura Conti                                            | Non c'è nessuno che mi piace come te/La barchetta (in mezzo al mare) |
| TIF 555            | 1969 | Niky                                                   | Poi si vedrà.../Se passi di sera                                     |
| TIF 556            | 1969 | Niky                                                   | Con il vento del nord/Non farlo più                                  |
| TIF 557            | 1969 | Kerima                                                 | Il bene che ti voglio/Sono le tre                                    |
| TIF 558            | 1970 | Niky                                                   | Ma come fai/Vestiti di pioggia                                       |
| TIF 560            | 1971 | Niky                                                   | Se non è l'amore/Ti amo mi ami                                       |
| TIF 562            | 1972 | Niky                                                   | La mia solitudine/Stasera è festa                                    |